# Departamento de La Unión (El Salvador)
La Unión es un departamento de la zona oriental de El Salvador. Es el más oriental de los departamentos salvadoreños y posee en su jurisdicción las aguas e islas cuscatlecas del Golfo de Fonseca, bahía compartida con Honduras y Nicaragua. En este departamento y golfo se encuentra el único municipio insular de El Salvador, Meanguera del Golfo. Su cabecera departamental es la ciudad y puerto de La Unión.

## Economía
La economía de La Unión es de tipo mixto, basada en el turismo del golfo de Fonseca. Actualmente La Unión Tiene un IDH de 0,799 según la última actualización 2015 y una Tasa de Desempleo del 45%. Para años próximos se espera un crecimiento de la economía cercano a un 0,863 del PIB convirtiéndose en una potencia nacional.
Un factor que podría ayudar al departamento de La Unión es la reactivación de su puerto marítimo, como el proyecto más próximo de un nuevo ferry que conectaría el Puerto de La Unión con el Puerto Caldera de Costa Rica, cuya fecha de comienzo está prevista para 2019. Igualmente se planea en unos años la adaptación y modernización del aeropuerto "El Tamarindo" para su uso comercial, lo que traería un gran crecimiento económico para el departamento y la Zona Oriente.

## Límites
Limita al N, NE y E por la República de Honduras; al SE por el golfo de Fonseca y la República de Honduras; al S por el océano Pacífico; al SO y O por el departamento de San Miguel y al NO por el departamento de Morazán.

### Coordenadas
Sus coordenadas geográficas son: 13° 56’ 30” N (extremo septentrional) y 13° 09’ 25” N (extremo meridional); 87° 41’ 08” O (extremo oriental) y 88° 05’ 25” O (extremo occidental). Extensión (incluyendo el área de las islas salvadoreñas): 2074,34 km².

## Historia
A finales del siglo XVIII el "Puerto San Carlos" recibió este nombre en honor al rey Carlos III de España, quien gobernó de 1759 a 1788. En 1807, el puerto de San Carlos figura incluido como pueblo del partido de San Alejo. Ingresó el 12 de junio de 1824, en el Departamento de San Miguel.
El 13 de julio de 1824, el puerto de San Carlos fue habilitado por la Asamblea Nacional Constituyente de las Provincias Unidas del Centro de América como "Puerto Mayor", con el nombre de Puerto de La Unión Centroamericana.
El 28 de febrero de 1865 se otorgó al pueblo de San Carlos de La Unión el título de Ciudad. El 22 de junio de 1865, por D.E en la administración de Francisco Dueñas, se erige el departamento de La Unión.
Después de que se reglamentó la Policía Rural con Jueces de Policía rural en el 16 de mayo de 1868, se nombró a don Ramón Guzmán como Juez de Policía Rural del Distrito de La Unión, cuya dotación era de 30 pesos mensuales.
Francisco Dueñas dividió el antiguo y grande departamento de San Miguel en tres: el de este nombre, el de Usulután y el de La Unión, formado este último por los distritos de La Unión, y el de San Antonio del Sauce (hoy Santa Rosa de Lima), a partir del 3 de febrero de 1881, durante la administración de Rafael Zaldívar, se crea el distrito de Santa Rosa de Lima.
Durante 2023, bajo el mandato de la Ley Especial de Restructuración Territorial, es anunciado por el presidente Nayib Bukele la reorganización del departamento y sus municipios. En el caso del Departamento de la Unión, este quedó reorganizado en dos municipios (La Unión Norte y La Unión Sur). El municipio de La Unión Norte quedó organizado en diez distritos, mientras que La Unión Sur en ocho distritos.

## Geografía física

### Islas
Dentro del departamento de La Unión se hallan las islas de Meanguera, Meanguerita o Pirigallo, Conchagüita, Martín Pérez, Ilca, Zacatillo, Chuchito, Perico, Periquito y otras ubicadas en el Golfo de Fonseca, de origen volcánico. De todas ellas, la principal es la Isla de Meanguera, que junto con las islas de Meanguerita y Conchagüita forman el distrito de Meanguera del Golfo.

### Hidrografía
El departamento de La Unión posee una amplia red fluvial, en la que existen ríos, esteros, cañadas, bahías, etc. Las principales cuencas hidrográficas están formadas por los ríos Goascorán (71 km), Sirama (44 km), Lislique (28,5 km) y Güeripe (23 km). Existen las lagunas de Olomega, Los Negritos o Maquigüe, El Pilón, Managuara, Los Chorros o Los Mangos, El Ciprés y Poza del Hangar, así como las bahías de La Unión, Santa Ana y La Playona.

### Orografía
El territorio de La Unión es atravesado de oeste a este por la cordillera Nahuaterique ubicada al norte del departamento. Hacia el sur, y en la misma dirección, se encuentra la cordillera Jucuarán - Intipucá. Entre los elementos sobresalientes por su altura se encuentran el volcán de Conchagua y los cerros Ocotepeque, Los Mojones, La Ventana, Partido, El Carrizo, Güeripe, San Cristóbal o Buenavista, El Jiote, Panela, El Chagüite, La Guacamaya, etc.  
Su punto más alto se ubica en las coordenadas 13.27544, -87.844927, específicamente en el cerro Ocotal a 1.225 m s. n. m.

### Clima
El clima en su mayoría es de tipo cálido, atemperado por la brisa marina. Se tiene clima fresco en las tierras altas y cumbres de montañas.

## Religión
| Religión en La Unión (2018) | Religión en La Unión (2018) | Religión en La Unión (2018) | Religión en La Unión (2018) | Religión en La Unión (2018) |
| --------------------------- | --------------------------- | --------------------------- | --------------------------- | --------------------------- |
| Religión                    | Religión                    |                             | Porcentaje                  | Porcentaje                  |
| Catolicismo                 | Catolicismo                 |                             | 55 %                        | 55 %                        |
| Protestantismo              | Protestantismo              |                             | 40 %                        | 40 %                        |
| Sin Religión                | Sin Religión                |                             | 3 %                         | 3 %                         |
| Otras religiones            | Otras religiones            |                             | 2 %                         | 2 %                         |

Las religiones predominantes son el Catolicismo y el Protestantismo. El Catolicismo representa el 55% de la población y el Protestantismo representa el 40%, mientras que el 3% de la población no pertenece a ninguna religión y el 2% pertenece a otras religiones.

## División administrativa

### Organización original antes de 2023
En principio, su área jurisdiccional se componía de los antiguos distritos de La Unión (antes San Alejo), creado en 1786, y Santa Rosa de Lima (antes San Antonio del Sauce), creado por Ley de 5 de marzo de 1827, los cuales se dividían en los siguientes municipios:

#### La Unión
- La Unión (ciudad cabecera del departamento),
- San Alejo (ciudad),
- Yucuaiquín (ciudad),
- Conchagua (ciudad),
- Intipucá (villa),
- San José (villa),
- El Carmen (villa),
- Yayantique (pueblo),
- Bolívar (villa),
- Meanguera del Golfo (pueblo)

#### Santa Rosa de Lima
- Santa Rosa de Lima (ciudad),
- Pasaquina (ciudad),
- Anamorós (ciudad),
- Nueva Esparta (ciudad),
- El Sauce (ciudad),
- Concepción de Oriente (ciudad),
- Polorós (ciudad),
- Lislique (ciudad).

### Municipios y Distritos Municipales Desde 2023
A partir de la entrada en vigencia de Ley Especial para la Reestructuración Municipal, aprobada por la Asamblea Legislativa de El Salvador el 13 de junio de 2023, ratificada por el presidente Nayib Bukele el 14 de junio y publicada el mismo día en el Diario oficial N.º 110, Tomo N.º 439), los antiguos municipios pasarían a ser distritos municipales de 4 municipios (nombrados por su ubicación en el departamento), de la siguiente manera:
| N.° | Municipios     | Distritos Municipales | Área Km2 |
| --- | -------------- | --- | -------- |
| 1   | La Unión Norte | - Anamorós - Bolívar - Concepción de Oriente - El Sauce - Lislique - Nueva Esparta - Pasaquina - Polorós - San José - Santa Rosa de Lima | 1,155.85 |
| 2   | La Unión Sur   | - Conchagua - El Carmen - Intipucá - La Unión - Meanguera del Golfo - San Alejo - Yayantique - Yucuaiquín                                | 918.74   |

## Gobierno local
En la ciudad de La Unión reside el gobernador departamental y en cada cabecera municipal, un concejo municipal, integrado por un alcalde, un síndico y un número de regidores o concejales dependiendo del número de habitantes del municipio.

## Economía local
Entre las industrias más importantes existentes en el departamento se encuentran: fábricas de productos alimenticios y enlatado de mariscos, productos lácteos, redes para pesca, dulce de panela, sombreros de palma, petates, escobas, tejas, ladrillos de barro, productos pirotécnicos, objetos de jarcía, alfarería, explotación marina, sal marina, explotación minera (oro y plata), etc.

## Vías de comunicación
Las principales vías de comunicación que atraviesan el departamento son: Carretera Panamericana (CA-1), Carretera del Litoral (CA-2) y carretera pavimentada (Ruta Militar). Un ramal de FENADESAL, une al Puerto de Cutuco y La Unión, con la ciudad de San Salvador. Cuenta con uno de los puertos más importantes del país, el Puerto de Cutuco, ubicado en la Bahía de La Unión.

## Turismo
Entre los principales puntos de interés turístico sobresalen las playas El Tamarindo, Playas Negras y Playitas, el volcán de Conchagua, que en lengua lenca recibe el nombre de Amapala (Cerro de las culebras), la localidad de Lislique, un notable centro artesanal y la ciudad de La Unión, la cabecera del departamento y un importante puerto.
También esta la hermosa playa El Icacal, una playa con 65 manzanas de terreno, conocida por ser una playa tranquila, ideal para ir a acampar en familia y amigos,  está ubicada en el distrito de Intipucá.